# Аптека на Проломной
Аптека на Проломной — памятник архитектуры. Расположен в Казани, современный адрес дома — улица Баумана (бывшая Большая Проломная улица), 49, или Университетская улица, 10.
Здание было построено в 1830-х годах. Владелицей была жена титулярного советника Анна Имгиенецкая, потом — Наталья Антропова (Жуковская), предположительно державшая на первом этаже аптеку или аптекарский склад, который с помощью друга Платона Ивановича Граве купил Иоганн Иоганнович (Иван Иванович) Бренинг, открывший после года подготовки 16 февраля 1867 года в Казани «шестую вольную аптеку». Бренинг расплатился с долгами и в 1872 году выкупил весь дом и участок, на котором построил дом с флигелем, служебные помещения для аптеки и прачечную. После смерти Бренинга в 1895 году его вдова Анна Васильевна сдавала аптеку в аренду, но при них дело пришло в упадок; тогда в 1908 году управление взял младший сын Бренинга Арнольд, окончивший провизорские курсы. В 1916 году аптека была признана лучшей в городе, работники аптеки были её пайщиками. В 1912—1913 годах Арнольд Иванович отремонтировал здание аптеки, надстроив над входом балкон, дополнив уже ранее существовавшего двуглавого орла (символ качества продукции) прочей лепниной и установив на доме часы Чистопольского часового завода. Цокольная часть здания облицована плиткой-кабанчиком.
Кроме аптеки, в здании размещались парикмахерская, «Константинопольская кондитерская А. Трианафиллиди», колбасная Отто Цибурга, зубоврачебный кабинет и магазин купца Сайдашева, среди жильцов был ректор Императорского Казанского университета Николай Загоскин.
В 1918 году аптека была национализирована, до 1922 года её сделанные в имперские времена запасы поддерживали работу других аптек. После Гражданской войны Арнольду Ивановичу и его семье выделили часть дома и дали должность в Татаптекоуправлении; в 1937 году его арестовали под предлогом связей с белогвардейцами и пропаганды фашизма, 21 декабря 1937 года он был расстрелян, в 1957 году — реабилитирован. Семья Бренингов жила в здании до 2012 года, до капитального ремонта здания. При ремонте здание было воссоздано по фотографиям Арнольда Ивановича.
В отделке интерьеров использованы печные изразцы.
Об истории семьи и здания был снят документальный фильм, награждённый премией «Страна» в номинации «Эра милосердия», а также дипломом жюри Всероссийского фестиваля документальных фильмов «Соль Земли».